# Румынский военный контингент в Ираке
Румынский военный контингент в Ираке — подразделение вооружённых сил Румынии, созданное в 2003 году и участвовавшее в боевых действиях на территории Ирака.

## История
В феврале 2003 года правительство Румынии согласилось выделить войска для участия в военной операции против Ирака. Первоначально, было подготовлено сводное подразделение из 278 военнослужащих (рота РХБЗ, отряд военной полиции, саперное подразделение и военно-медицинский персонал), первые из которых были отправлены на Ближний Восток в марте 2003 года.
Кроме того, Румыния отправила в Ирак военных инструкторов по программе «NATO Training Mission-Iraq».
В дальнейшем, численность румынских войск была увеличена (в апреле 2006 года в стране находилось 830 военнослужащих). 27 апреля 2006 года в городе Нассирия взрывом установленного возле дороги фугаса была повреждена машина коалиционных войск, погибли три военнослужащих Италии и капрал военной полиции Румынии (который стал первым убитым военнослужащим румынского контингента с начала операции).
Основная часть румынских войск находилась в южной части Ирака под британским командованием и выполняла задачи по охране объектов и патрулированию местности, военные инструкторы и советники занимались обучением иракской армии. В 2007 году было принято решение о постепенном сокращении участия в операции, и численность войск начала снижаться. 20 августа 2009 года последние военнослужащие Румынии покинули Ирак.
15 декабря 2011 года США объявили о победе и официальном завершении Иракской войны, однако боевые действия в стране продолжались.
В феврале 2020 года НАТО приняло решение расширить миссию NTM-I по обучению иракских войск. В числе стран, отправивших военнослужащих в Ирак была Румыния. Но после начала эпидемии COVID-19, весной 2020 года распространившейся на Ирак, министерство обороны Румынии сообщило о намерении уменьшить численность военнослужащих в Афганистане и Ираке на 70 человек.

## Результаты

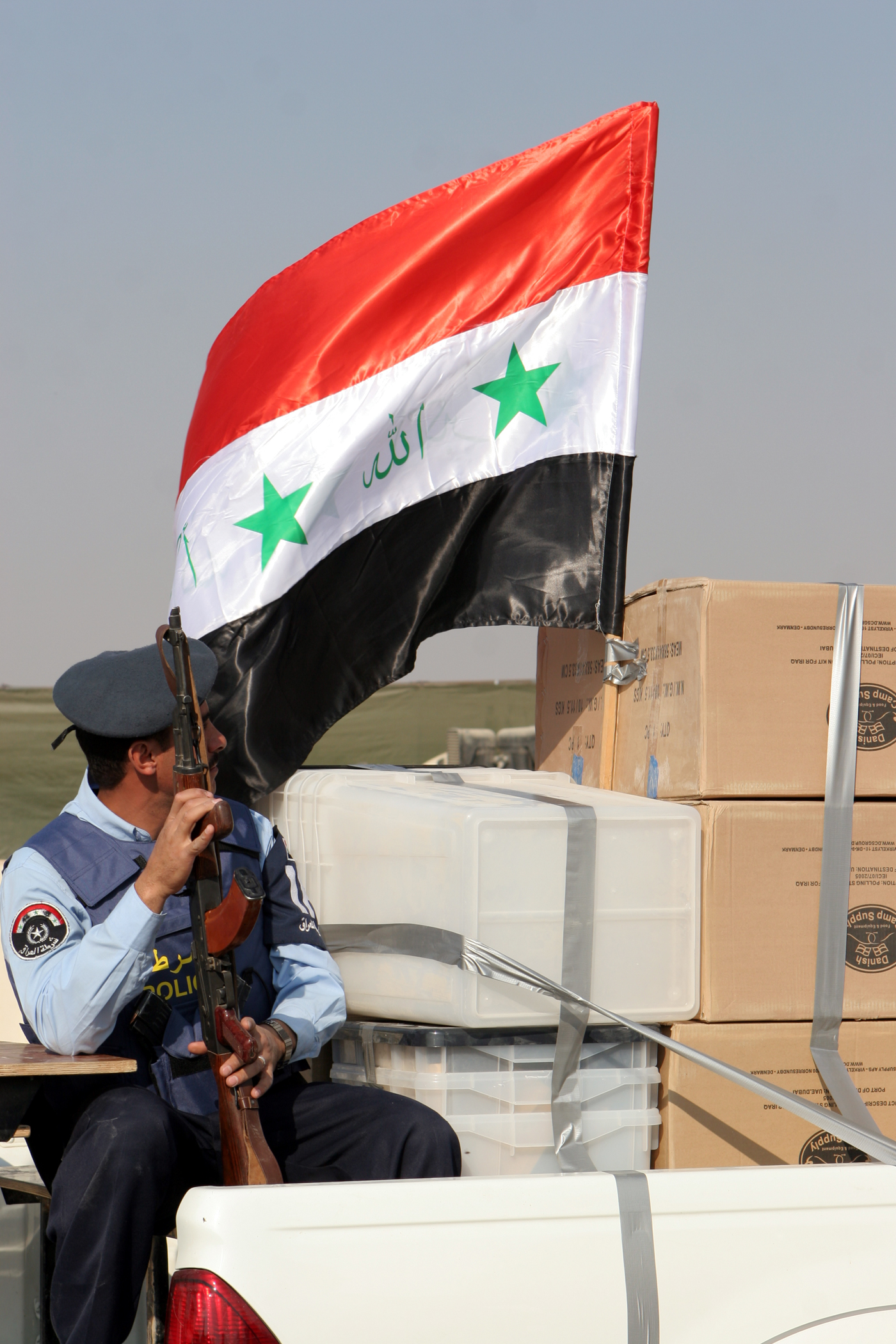
иракский полицейский с румынским автоматом PM md. 63 (14 декабря 2005)

Потери румынского контингента в Ираке в 2003 - 2009 гг. составили 3 военнослужащих погибшими и не менее 11 ранеными.
Следует учесть, что в румынский военный контингент в Ираке не включены техника и персонал ООН, находившиеся в Ираке в рамках миссии ООН по содействию Ираку (United Nations Assistance Mission for Iraq, UNAMI), действовавшей в соответствии с резолюцией Совета Безопасности ООН № 1500 от 14 августа 2003 года.
- 14 марта 2005 года Румыния отправила 100 военнослужащих в состав охраны персонала ООН в Ираке (они входили в состав миссии UNAMI, но не являлись частью румынского военного контингента MNF-I)[7]

В перечисленные выше потери не включены потери «контрактников» сил коалиции (сотрудники иностранных частных военных и охранных компаний, компаний по разминированию, операторы авиатехники, а также иной гражданский персонал, действующий в Ираке с разрешения и в интересах стран коалиции):
- по данным из открытых источников, в числе потерь «контрактников» международной коалиции в войне в Ираке - по меньшей мере 1 убитый и 1 раненый контрактник[9]

В перечисленные выше потери не включены сведения о финансовых расходах на участие в войне, потерях в технике, вооружении и ином военном имуществе румынского контингента в Ираке.
По программе военной помощи формируемым вооружённым структурам Ирака правительство Румынии передало 6000 шт. 7,62-мм автоматов Калашникова (их передали иракской полиции).